# Remy Ze Meka
Rémy Ze Meka, né le 30 janvier 1952 dans le département du Dja-et-Lobo, est un homme politique camerounais, ancien ministre de la Défense.

## Biographie
Appartenant à l'ethnie Fong, Rémy Ze Meka est né dans le sud du Cameroun et effectue toutes ses études au Cameroun. Ancien séminariste, il est docteur en droit[réf. souhaitée]. Directeur de la Gendarmerie nationale camerounaise entre 2000 et 2004, il est nommé ministre de la Défense en décembre 2004. Fidèle du président Paul Biya, il est classé en 2008 par le magazine Jeune Afrique parmi « les 50 personnalités qui font le Cameroun ». Il est remplacé à son poste ministériel par Edgar Alain Mébé Ngo'o le 30 juin 2009 à la suite d'un remaniement gouvernemental.
Il fait l'objet d'une interdiction de séjour aux États-Unis en raison de soupçons de corruption.

## Famille
Il est père de 10 enfants.